# Kenneth Ize
Kenneth Ize (ausgesprochen “ee-zay”; * 5. Oktober 1990 in Lagos, Nigeria), mit vollständigem Namen Kenneth Izedomwen, ist ein nigerianisch-österreichischer Designer.

## Leben und Wirken
Kenneth Ize wurde in Nigeria geboren und zog im Alter von 4 Jahren mit seiner Familie nach Wien und folgte damit seinem Vater ins politische Exil. Seine Leidenschaft für Mode und Design entdeckte er schon früh. Als Kind half er seiner Mutter bei der Auswahl der Stoffe für ihre selbst genähten Kleider. Er wuchs in Österreich auf und studierte Fashion und Design an der Universität für angewandte Kunst Wien, an der er 2013 seinen ersten Abschluss machte.
Kurz danach gründete er, zunächst als Studienprojekt, seine eigene Namensmarke, die er auf der Lagos Fashion Week erstmals präsentierte. Seine erste Kollektion bestand aus Unisex-Kleidungsstücken, die durch traditionelle afrikanische Techniken und seinen kulturellen Hintergrund inspiriert wurden. Kurz nach der Gründung seiner Marke folgte eine zweijährige Pause. Während dieser Zeit kehrte er an die Universität in Wien zurück, wo er seinen Master machte. Unter der Leitung der Avantgarde-Designer Hussein Chalayan und Bernhard Wilhelm vollendete er seine akademische Ausbildung.
2016 beging Ize mit seiner Menswear Kollektion den Relaunch seines gleichnamigen Labels. Zum gegenwärtigen Zeitpunkt zeigt er seine Kollektionen jedoch im Womenswear-Programm. Der Grund dafür ist laut eigener Aussage, dass der Großteil seiner Herrenmode eigentlich von Frauen gekauft wird. In seinen Designs interpretiert er traditionelle westafrikanische Stoffe neu und Techniken und bringt damit afrikanische Tradition in die Moderne. Besonders zeichnen sich seine Produkte durch die Auswahl seiner Stoffe und durch den Gebrauch von bunten Farben aus. Für viele sind Izes Kleidungsstücke die erste Berührung mit Luxusgütern aus Afrika, ein Kontinent, der in diesem Sektor oft vernachlässigt und ausgeschlossen wird.

## Arbeit und Marke
Was als Studentenprojekt begann, entwickelte sich zu einer Modemarke, die in einer Vielzahl von Boutiquen und Händlern international geführt wird, darunter zählen unter anderem Alara, the David Adjaye-designed Concept-Store in Nigerias Hauptstadt, Browns in England und SSENSE online.
Aus dem farbigen Asoke-Stoff fertigt Ize seine auffällig geschnittenen Einzelteile, die seine Fans, zu denen unter anderem Berühmtheiten wie Beyoncé, Naomi Campbell und Donald Glover zählen, begeistern. Asoke ist eine Webtechnik, in der die Stoffe von Hand gewebt werden. Diese Technik wurde von dem Yoruba-Volk aus Westafrika entwickelt. Asoke heißt dabei etwa so viel wie Über-Stoff und ist ein feiner Stoff, der oft weitervererbt wird oder für die Herstellung traditioneller nigerianischer Festkleidung verwendet wird. Die Stoffe werden als Statussymbol und zu besonderen Festen getragen. Die Stoffe und die Handarbeit der Asoke-Technik sind ein essentieller Bestandteil der Markenidentität und Kenneth Izes Arbeit. Es dauert dabei etwa 8 bis 9 Stunden, um ein 2 Yards großes Stück zu weben. Um einen Mantel zu nähen, benötigt man beispielsweise etwa 3 von diesen Stücken.
Er arbeitet in seinem in Lagos gelegenen Studio im Vorort Sabo Yaba, aber er teilt seine Zeit zwischen Wien, Paris, Italien und Nigeria auf. Er kollaboriert mit verschiedenen Künstlern und Designern aus Nigeria in Kawara, Kogi und Lagos und unterstützt die lokale Webergemeinschaft in Lagos. Kenneth Ize baute seine eigene Fabrik und beschäftigt etwa 30 Weber, damit ist seine Fabrik eine der größten Webereien in Nigeria.

### Kollaborationen und Projekte
Das Modehaus Karl Lagerfeld gab seine Kooperation mit Kenneth Ize bekannt und bricht damit aus seiner sonst gewohnten Designhandschrift heraus. Die Ize Capsule Kollektion wird in ausgewählten Karl-Lagerfeld-Stores sowie auf der Website erhältlich sein. Das Projekt ist schon seit einigen Monaten in Planung, wird aber erst im April 2021 umgesetzt.[veraltet]

## Kollektionen

### Fall 2020 Ready-to-Wear
Ize gab mit seiner Fall 2020 Ready-to-Wear-Kollektion sein Debüt auf der Paris Fashion Week. Die Topmodels Naomi Campbell und Imaan Hammam liefen über den Runway und zeigten Izes handgewebte Stoffe. Dadurch verursachten sie einen regelrechten Medienrummel in der Modewelt. Die Kollektion vereint Izes typische Herrenmode mit einem femininen Touch. Die Inspiration für die Kollektion kam hauptsächlich von Izes Mutter. Er benutzte seine typischen Asoke-Stoffe und vereinte diese mit österreichischer Spitze, damit verband er seine beiden kulturellen Identitäten in dieser Kollektion. Das Hauptmerkmal der Kollektion lag auf bunten Farben, traditionellen Schnitten und der afrikanischen Kultur.

### Spring 2021 Ready-to-Wear
Ize stellte diese Kollektion unter das Thema kulturelle Vielfalt, Gemeinschaft und Intimität. In dieser Saison zeigte er einen neuen Seidenstrick mit seinem typischen Streifenmuster. Auch präsentierte er Schmuck, den er zusammen mit seinen Freunden Nicolo Taliani und Adesuwa Aighewi designt hatte. Die vorgeführten Organza-Hemden wurden mit einem von Künstlerin Fadekemi Ogunsanya entworfenen Muster bedruckt. Dieses zeigte konzentrische Spiralen, die das fortwährende Chaos des Jahres 2021 widerspiegelten. Die Schnitte wurden von Formen aus den 40ern und 80ern inspiriert.

### Fall 2021 Ready-to-Wear
Das Moodboard für Kennethzs Izes Fall 2021 wurde von dunkleren Farben dominiert und zeigte damit einen starken Kontrast zu seinen sonst von leuchtenden Farben strotzenden Stoffen. Eine Schlange, die in ihren eigenen Schwanz beißt, war eines der hervorstechendsten Motive der Kollektion, ein Motiv, das den Kreis des Lebens widerspiegelt. Für die Kleidungsstücke nutzte er seine typischen Asoke-Stoffe, nur in dezenteren Farben sowie braune Merinowolle aus Italien. Die Kollektion spiegelte mit ihren einfachen Farben und Formen den Zustand in der COVID-19-Pandemie wider.

## Auszeichnungen und Preise
- 2015: Fred-Adelmüller-Stipendium[27]
- 2019: Finalist LVMH Prize[28]
- 2020: Arise Fashion Week Prize[29]
- 2021: Finalist Woolmark Prize[30]